# حسين إسماعيل
حسين إسماعيل (29 أكتوبر 1922 - 25 يوليو 1974) ممثل مصري.

## عن حياته
هو واحد من أشهر من قاموا بأداء الأدوار الثانوية في السينما المصرية خاصة “الأبيض والأسود” منها وقد تخصص في أداء شخصيات أصحاب الحرف مثل الجزار والحلاق والبواب. حسين إسماعيل اشتهر أكثر بأداء دور الساعي لاسيما في فيلم (مراتي مدير عام) مع الفنان صلاح ذو الفقار والفنانة شادية وأضفى جوا من البهجة على الفيلم الذي أخذ الطابع الكوميدي. من أدواره الشهيرة أيضا مع الفنان رشدي أباظة والفنانة لبني عبد العزيز في فيلم (آه من حواء) حيث جسد دور “زنفل”، ودوره مع الفنانة سعاد حسني والفنان صلاح ذو الفقار في فيلم (الناس والنيل) حيث جسد دور «الريس فهمي» وغيرها من الأدوار التي رغم صغرها لازال الجمهور يذكرها لكن الكثير منهم لا يعرف من هو هذا الممثل. وهو شقيق الممثل عبد المنعم إسماعيل الذي نافسه على أداء نفس الشخصيات.

## من أعماله
- 1963: شباب طائش
- هذا هو الحب
- القصر الملعون
- سوق الحريم
- مراتي مدير عام
- آه من حواء
- زوج في إجازة
- نار في صدري
- توبة
- القتلة
- امرأة زوجي
- المتمردة
- نساء محرمات
- كانت أيام
- هل أقتل زوجي
- دلال المصرية

## وفاته
توفي في 25 يوليو 1974 عن عمر يناهر 51 سنة.

## روابط خارجية
- حسين إسماعيل على موقع الدهليز
- حسين إسماعيل على موقع قاعدة بيانات الأفلام العربية